# ابن شمس الخلافه
جعفر بن محمد افضلی شهرت‌یافته از لقب‌های پیشینیان خود به ابنِ شمسِ الخِلافَه (۱۱۴۸ - ۱۲۲۵) (نسب: جعفر بن محمد بن مختار) ادیب، نویسنده و شاعر مصری بود. «الآداب النافعة بالألفاظ المختارة الجامعة» اثر اوست.